# Hudson Yards (Manhattan)
Hudson Yards es un barrio en el lado oeste de Midtown Manhattan, delimitado aproximadamente por la calle 30 en el sur, la calle 43 en el norte, West Side Highway en el oeste y la Octava Avenida en el este. El área es el sitio de un programa de reurbanización a gran escala que se está planificando, financiando y construyendo bajo un conjunto de acuerdos entre el Estado de Nueva York, la Ciudad de Nueva York y la Autoridad de Transporte Metropolitano (MTA), con el objetivo de ir expandiendo el distrito de negocios de Midtown Manhattan hacia el oeste hasta el río Hudson. El programa incluye una importante rezonificación del Far West Side, una extensión de la 7 metro de la ciudad de Nueva York. a una nueva estación de metro en la calle 34 y 11th Avenue, una renovación y expansión del Javits Center, y un plan de financiamiento para financiar los diversos componentes. Los diversos componentes están siendo planificados por el Departamento de Planificación Urbana de la Ciudad de Nueva York y la Corporación de Desarrollo Económico de la Ciudad de Nueva York.
El mayor de los proyectos que hizo posible la rezonificación es el desarrollo inmobiliario multiusos de 11,3 ha de Hudson Yards por Related Companies y Oxford Properties, que se está construyendo sobre West Side Rail Yard. La construcción comenzó en 2012 con la construcción de la primera construcción de 10 Hudson Yards, y se prevé que esté terminada para 2024. Según su plan maestro, creado por Kohn Pedersen Fox Associates, el desarrollo de Hudson Yards incluiría 16 rascacielos que se construirían en dos fases. Arquitectos como Skidmore, Owings y Merrill, Thomas Heatherwick, Roche-Dinkeloo y Diller Scofidio + Renfro diseñaron estructuras individuales. Los inquilinos de oficinas principales incluyen o incluirán a la compañía de moda Tapestry, la cadena de gimnasios Equinox Fitness y la compañía financiera BlackRock.
El área también incluye otros proyectos de desarrollo. Uno de esos proyectos es Manhattan West, desarrollado por Brookfield Property Partners sobre el patio de trenes al oeste de la Novena Avenida entre las calles 31 y 33. Otras estructuras que se están desarrollando en el distrito de zonificación de Hudson Yards incluyen 3 Hudson Boulevard y Spiral. El distrito especial también incluye la estación Pensilvania, objeto de una importante reforma.
Hudson Yards es parte del Distrito Comunitario 4 de Manhattan y sus códigos postales principales son 10001 y 10018. Está patrullado por el décimo precinto del Departamento de Policía de la ciudad de Nueva York.

## Geografía
"Hudson Yards" toma su nombre del patio ferroviario de la MTA a lo largo del río Hudson entre la calle 30 y la calle 33, parte de un patio ferroviario de Penn Central que una vez se extendió hasta la calle 39. La parte del patio de la MTA entre el río y la Undécima Avenida se llama Western Rail Yard, y la parte entre la Undécima Avenida y la Décima Avenida se llama Eastern Rail Yard. El área de Hudson Yards incluye partes del Garment Center, el Centro de Convenciones Javits, Madison Square Garden, la Terminal de Autobuses de la Autoridad Portuaria, la Oficina Postal James Farley y el Túnel Lincoln. La mayor parte del área de remodelación de Hudson Yards también se conoce como Hell's Kitchen South. El distrito de propósito especial que cubre el área, el Distrito Especial de Hudson Yards, incluye un "subdistrito de Hell's Kitchen", que abarca el área residencial central existente antes de la remodelación del área circundante

## Contexto

### Planes tempranos
Ha habido una larga serie de propuestas para desarrollar los derechos aéreos de los patios ferroviarios, incluida una importante expansión de Midtown Manhattan por William Zeckendorf en la década de 1950 y un desarrollo de viviendas considerado por US Steel en la década de 1960. La idea de construir viviendas con derechos aéreos sobre el patio ferroviario, con desarrollo comercial entre la calle 34 y 42, se incluyó en un plan de 1963 anunciado por el alcalde Robert F. Wagner Jr.
La administración de John Lindsay mantuvo el objetivo del plan de 1963 — una expansión hacia el oeste de Midtown — pero cambió su enfoque a las cuadras al norte de la calle 42, hogar de 35 000 residentes del vecindario Hell's Kitchen. Como primer paso, la Ciudad aprobó un centro de convenciones en la calle 44. Pero después de la derrota de una emisión de bonos que habría financiado un "movimiento de personas" de la calle 48, la Ciudad lo abandonó junto con el resto del plan maestro. Al mismo tiempo, la comunidad local de Hell's Kitchen propuso que la expansión del centro de la ciudad se llevara a cabo al sur de la calle 42. Un sitio de centro de convenciones propuesto por la comunidad — entre las avenidas 11 y 12 de las calles 34 a 39 — fue promovido más tarde por Donald Trump, quien había obtenido una opción en el patio de trenes de Penn Central en bancarrota en 1975. Frente a la oposición política y la severa crisis fiscal de la década de 1970, la ciudad y el estado finalmente eligieron el sitio del patio de ferrocarriles cuando el sitio de la calle 44 resultó ser demasiado caro. Sin embargo, la oferta de Trump de construir el centro de convenciones fue rechazada. En 1987, la Autoridad de Transporte Metropolitano (MTA) convirtió el resto del patio ferroviario en una instalación de almacenamiento para trenes de cercanías; el nuevo West Side Yard se diseñó dejando espacio entre las vías para que las columnas respalden el desarrollo de los derechos aéreos sobre las vías.
A pesar de la finalización del Centro de Convenciones Jacob K. Javits en 1986, no se llevaron a cabo más desarrollos. Un impedimento fue la falta de transporte público en el área, que está lejos de Penn Station, y ninguna de las propuestas para un enlace con esta se llevó a cabo con éxito (por ejemplo, el desafortunado West Side Transitway). No hubo cambios en la zonificación hasta 1990, cuando la ciudad rezonificó un pequeño segmento de la 11th Avenue al otro lado de la calle del Javits Center. Sin embargo, como la mayor parte del área todavía estaba dividida en zonas para la fabricación y los edificios de apartamentos de poca altura, la rezonificación no estimuló el desarrollo.

### Comienza la reurbanización

#### Planificación formal
La propuesta de 1973 de la comunidad de Hell's Kitchen para un importante desarrollo residencial y de oficinas al sur de la calle 42 finalmente se hizo realidad cuando se abordaron todos los impedimentos para el desarrollo. En 2003, el Departamento de Planificación Urbana de la Ciudad de Nueva York emitió un plan maestro que preveía la creación de 3 700 000 m² de desarrollo comercial y residencial, dos corredores de espacio abierto, uno entre las avenidas Undécima y Décima, y otra red de espacio abierto entre las avenidas Novena y Décima para crear un sistema de parques desde West 39th Street hasta West la calle 34, porciones de los cuales se ubicarían a lo largo de los corredores de la autopista Dyer Avenue / Lincoln Tunnel Expressway. Apodado el Plan Maestro de Hudson Yards, el área cubierta limita al este con las avenidas Séptima y Octava, al sur con las calles West 28th y 30th, al norte con West la calle 43 y al oeste con Hudson River Park y Río Hudson. El plan de la ciudad era similar a un plan de vecindario elaborado por el arquitecto Meta Brunzema y el planificador ambiental Daniel Gutman para Hell's Kitchen Neighborhood Association (HKNA). El concepto principal del plan HKNA era permitir un nuevo desarrollo importante mientras se protegía el área central residencial existente entre las avenidas Novena y Décima.

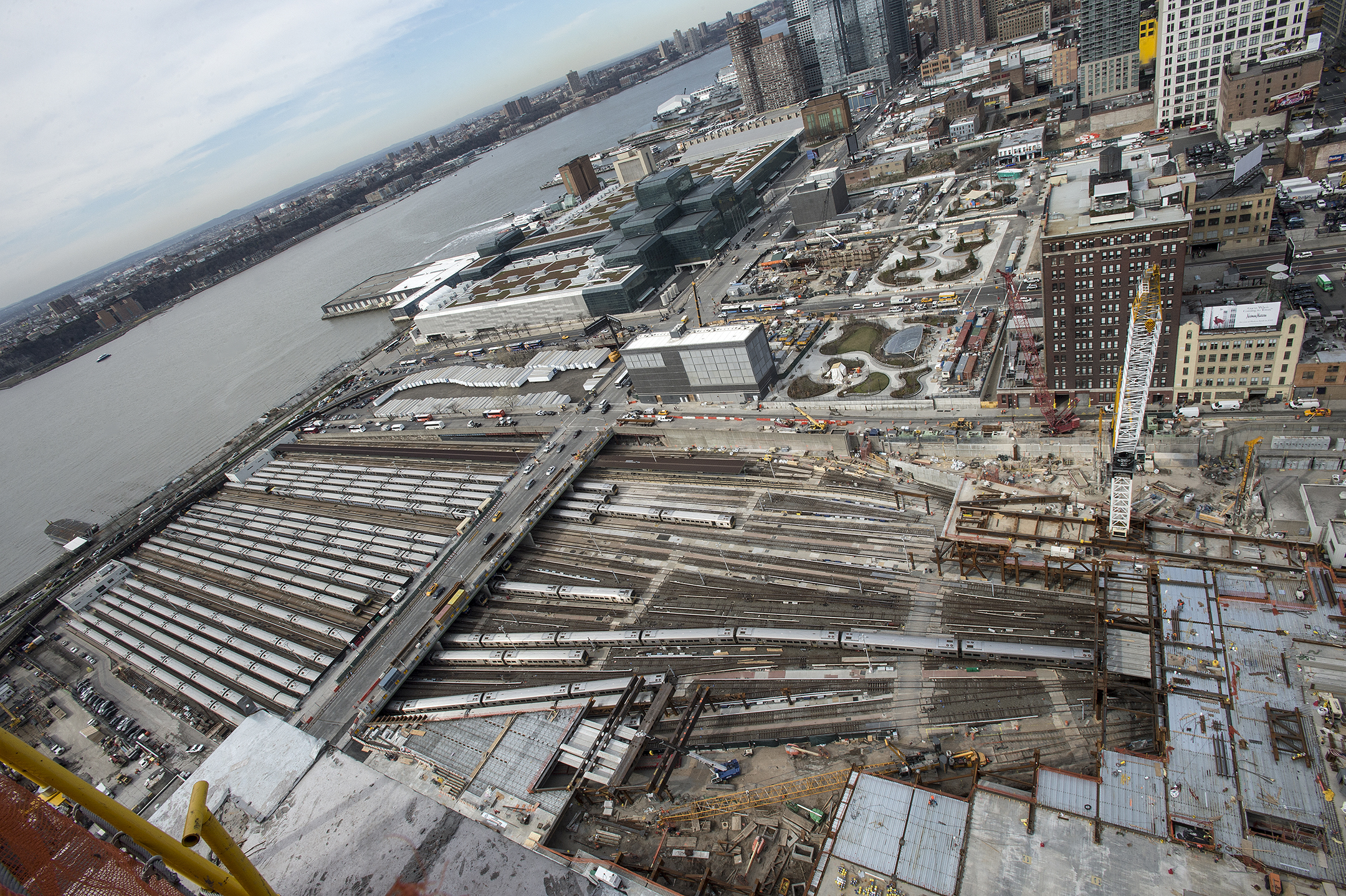
Vista aérea de la ubicación del área de Hudson Yards, incluido el patio de trenes en primer plano, el Javits Center en la parte superior izquierda y las cuadras entre las avenidas Décima y Undécima hasta la calle 43.

Para ayudar a facilitar el desarrollo, el plan de la ciudad requería extender la Línea Flushing a una estación de metro de la calle 34 debajo de la Undécima Avenida en el patio de trenes, y junto al centro de convenciones Jacob K. Javits, que sería ampliado por el estado. Para financiar el metro y un parque y bulevar y otra infraestructura, la Ciudad propuso un nuevo esquema de financiamiento de incremento de impuestos dentro de un distrito financiero de Hudson Yards para recaudar tanto los impuestos a la propiedad residencial como los pagos comerciales en lugar de impuestos (PILOTS) y venta de derechos de desarrollo transferibles a futuros desarrolladores. Una Hudson Yards Infrastructure Corporation emitiría bonos vinculados a los ingresos esperados.
En enero de 2005, el Concejo Municipal de Nueva York aprobó la rezonificación de 60 bloques, incluida la parte este del West Side Yard. El área recientemente rezonificada de Hudson Yards debía tener 2 400 000 m² de espacio de oficinas Clase A, 20.000 unidades de vivienda, 185 806 m² de espacio hotelero, una escuela pública de 750 localidades, 93 000 m² de tiendas comerciales y más de 8 ha de espacio público abierto.
El distrito de rezonificación y financiamiento no incluyó la parte occidental del patio de trenes; esto estaba reservado para el West Side Stadium propuesto, que se habría construido como parte de la oferta de la Candidatura de Nueva York a los Juegos Olímpicos de 2012. Al concluir los Juegos Olímpicos, el estadio habría sido utilizado por los New York Jets. Cuando no esté en uso para el fútbol, el estadio cubierto sería un lugar para convenciones en el Javits Center, por lo que los proponentes llamaron a la estructura el "Centro de convenciones y deportes de Nueva York". Este esfuerzo, dirigido por el teniente de alcalde Daniel Doctoroff, fue impopular tanto entre el público como entre los políticos. En consecuencia, el Ayuntamiento insistió en que la financiación de los planes de rezonificación más amplios de la ciudad no se utilizara para subsidiar el estadio del patio de trenes. En junio de 2005, la propuesta del estadio fue rechazada y después de que el Comité Olímpico Internacional concediera los Juegos Olímpicos de 2012 a Londres, la propuesta del estadio fue descartada permanentemente. Posteriormente, el gobierno de la ciudad rezonificó el patio de ferrocarril occidental para el desarrollo residencial y comercial y lo agregó al distrito financiero. La Autoridad de Transporte Metropolitano (MTA) buscó entonces desarrollar las 0,5 ha, y en conjunto con el gobierno de la ciudad, la MTA emitió una Solicitud de Propuesta (RFP) por 1 180 000 m² de desarrollo de uso mixto que se construirá sobre plataformas sobre el patio ferroviario, que permanecería en uso en todo momento.

#### Licitaciones de desarrollo del patio ferroviario
Cinco constructoras respondieron a la RFP: Extell, Tishman Speyer, Brookfield, Vornado y las empresas relacionadas. Tishman Speyer ganó la licitación en marzo de 2008. Tishman Speyer firmó un contrato de arrendamiento de 99 años con la MTA, pagando mil millones de dólares por los derechos aéreos. También gastaría 2 mil millones para el desarrollo sobre los patios ferroviarios, incluidas las dos plataformas sobre los patios para soportar 6,1 ha de espacios públicos, cuatro edificios de oficinas y diez torres residenciales de gran altura. 
Sin embargo, solo dos meses después, el acuerdo se rompió debido a la crisis financiera de 2008. La MTA eligió luego a Related Companies y Goldman Sachs para desarrollar Hudson Yards en las mismas condiciones. En diciembre de 2009, el Consejo Municipal de Nueva York aprobó el plan revisado de las Compañías Relacionadas para Hudson Yards, y la parte occidental del West Side Yard fue rezonificada. Tras la exitosa rezonificación de los patios ferroviarios, la MTA firmó otro contrato de arrendamiento por 99 años de los derechos aéreos sobre el patio ferroviario en mayo de 2010. Los derechos aéreos se transfirieron a una empresa conjunta de Empresas Relacionadas y Oxford Properties Group, que invirtió 400 millones de dólares para construir una plataforma sobre las partes este y oeste del patio en la que construir los edificios. La palada inicial de 10 Hudson Yards, el primer edificio, se produjo el 4 de diciembre de 2012.
En abril de 2013, la empresa conjunta Related / Oxford obtuvo un préstamo de construcción de 475 millones de dólares de partes como Starwood Capital Group de Barry Sternlicht y el minorista de lujo Coach. El acuerdo de financiamiento fue único en varios aspectos, incluido el hecho de que incluía un préstamo mezzanine de construcción, que Coach era un prestamista tanto en el lado de la deuda como en el capital, y que la MTA reutilizó una estructura de "arrendamiento divisible" (anteriormente utilizada por Battery Park City ) que permitió los préstamos. Una parte del proyecto también fue financiada por el programa de inversión EB-5, que utiliza capital de inmigrantes que se vuelven elegibles para una tarjeta verde.

## Transporte

### Autobús
Los SBS M12 y M34 sirven la calle 34, y los M12, M42 y M50 sirven la calle 42. La M12 se introdujo para mejorar el tránsito en el extremo oeste, incluido Hudson Yards, en 2014.

### Extensión de metro

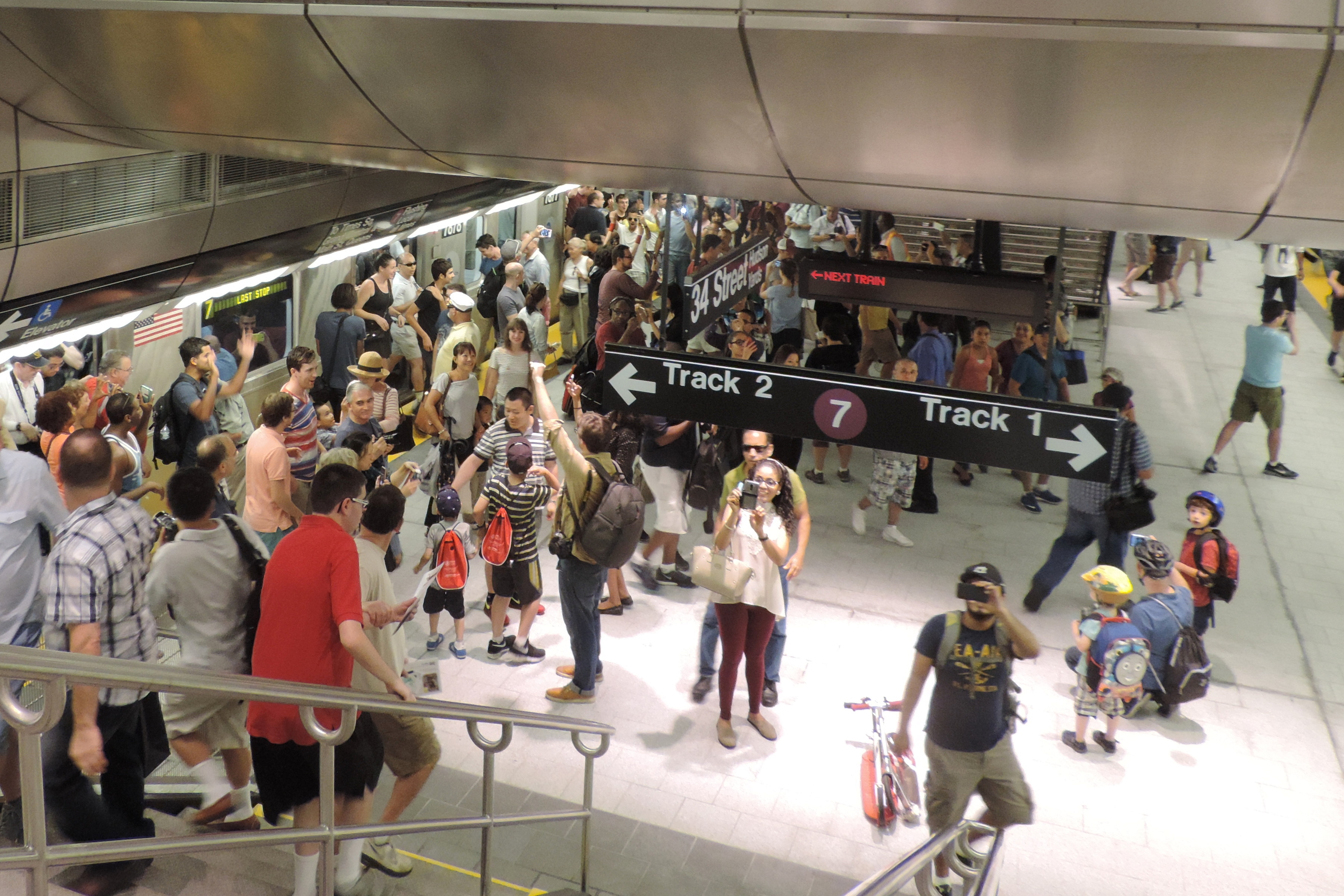
La nueva estación de metro Calle 34–Hudson Yards en septiembre de 2015

Después de que se aprobó el proyecto de Hudson Yards en 2005, la MTA recibió los ingresos de la oferta inicial de bonos de 2006 para pagar la extensión de la Línea 7 hasta la estación Calle 34–Hudson Yards. Con el financiamiento asegurado, la MTA procedió rápidamente a construir la extensión. Los primeros contratos de construcción se adjudicaron en octubre de 2007. Después de una serie de retrasos relacionados con la construcción de la estación de la calle 34, la extensión del metro se inauguró el 13 de septiembre de 2015. La estación se conecta a edificios y desarrollos cercanos, incluidos 30 Hudson Yards y Hudson Park and Boulevard. La entrada principal de la estación de la calle 34, las escaleras mecánicas y un elevador en el lado oeste de Hudson Park y Boulevard entre las calles 33 y 34, está al pie de 55 Hudson Yards y está a solo media cuadra del borde norte del patio de trenes. No se construyó otra estación, planeada para la Décima Avenida y la Calle 41.

## Parques

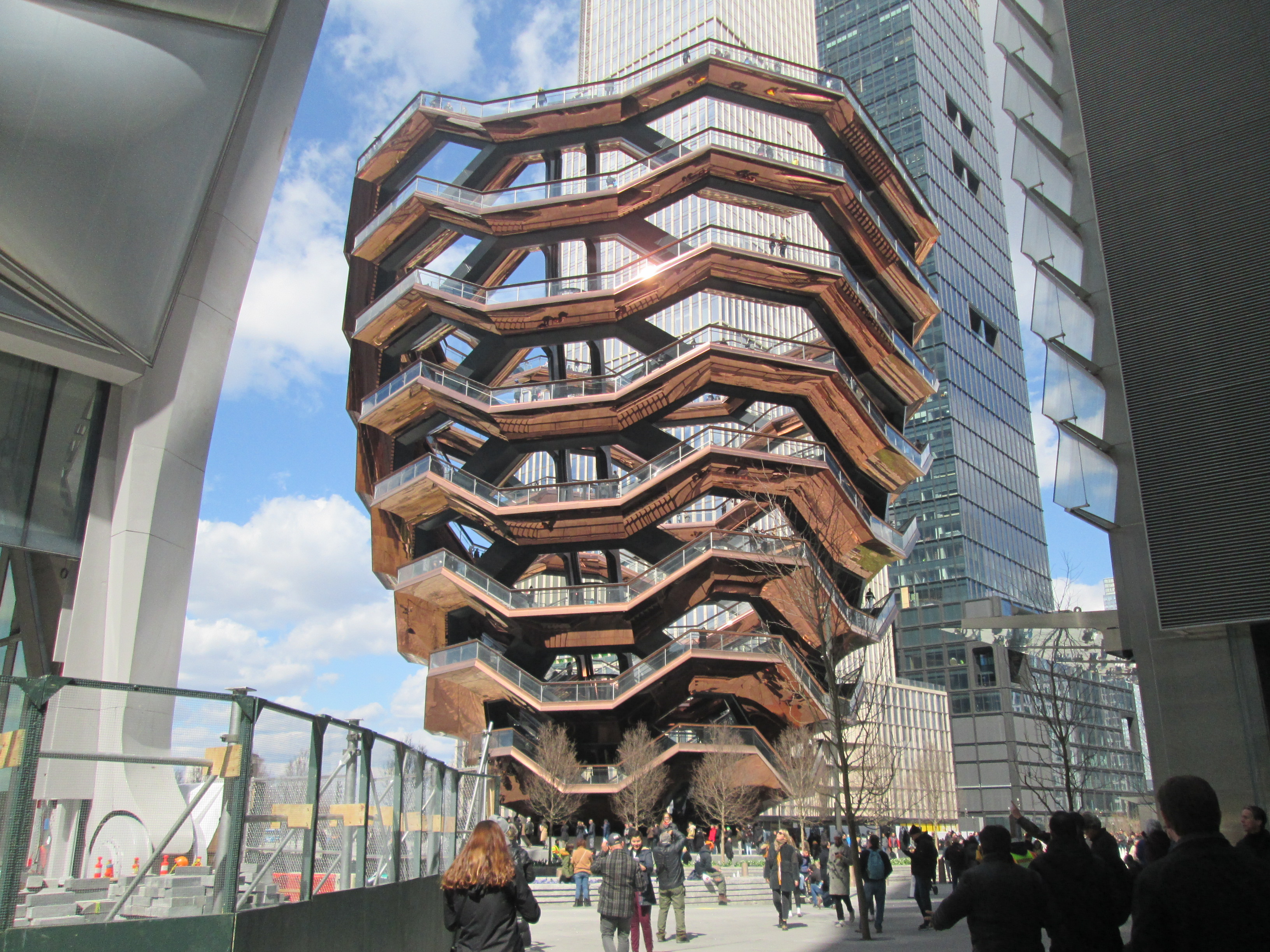
Estructura de buque en The Hudson Yards en New York City de marzo del 2019
Licencia:CC BY-SA 4.0
Fecha:Tomada el 19 de marzo de 2019, 13:23:25
Autor:Epicgenius
Categorías:Hudson Yards in 2019, Vessel (structure)
Ver imagen en Wikimedia Commons

La plataforma encima de la cual se construyó el desarrollo relacionado incluye una plaza pública de 2 ha. En el medio de la plaza está Vessel, una estructura de 16 pisos de escaleras independientes conectadas diseñadas por Thomas Heatherwick.
Hudson Park and Boulevard, un sistema de cuatro acres de parques y carreteras, está ubicado al norte del sitio del patio de trenes, extendiéndose desde la calle 33 hasta la 39, a mitad de cuadra entre las avenidas Décima y Undécima. El bulevar se divide en Hudson Boulevard East y Hudson Boulevard West, con el parque entre los dos. La primera fase, entre las calles 33 y 36, se completó en agosto de 2015. Los parques propuestos entre las avenidas Novena y Décima en el plan original se eliminaron posteriormente.
High Line, un parque elevado que usa el antiguo derecho de paso de la parte sur de la línea de ferrocarril West Side, corre a lo largo de los bordes sur y oeste de Hudson Yards antes de continuar hacia el sur hasta Gansevoort Street en el Meatpacking District; su término norte está en 11th Avenue y la calle 34 en el lado norte de Hudson Yards. En 2012, el gobierno de la ciudad adquirió la sección más al norte de High Line de CSX Transportation. A finales de 2014 se inauguró la fase final del High Line. Entra en el sitio de Hudson Yards y hace una curva a lo largo de las calles 30 y 34 y la Twelfth Avenue, con un ramal a lo largo de la calle 30 hasta la Décima Avenida. El High Line está integrado con los edificios del Desarrollo Relacionado; por ejemplo, 10 voladizos de Hudson Yards sobre el Spur. Apodado "High Line at the Rail Yards", la sección se construyó en tres fases. El derecho de paso desde la calle 30 se extendió hasta el sitio de Hudson Yards, en paralelo a la calle 30 más allá de la Undécima Avenida, y se desarrolló de manera similar a las secciones anteriores del parque. El Spur a lo largo de la calle 30 recibió un anfiteatro, baños, árboles y pastos sobre la Décima Avenida. Por último, la sección curva alrededor de la parte occidental de Hudson Yards se desarrolló originalmente como una "pasarela provisional", y en 2015 se realizaron más construcciones Hay entradas a High Line desde dentro del desarrollo del patio de ferrocarril.

## Desarrollo de Hudson Yards

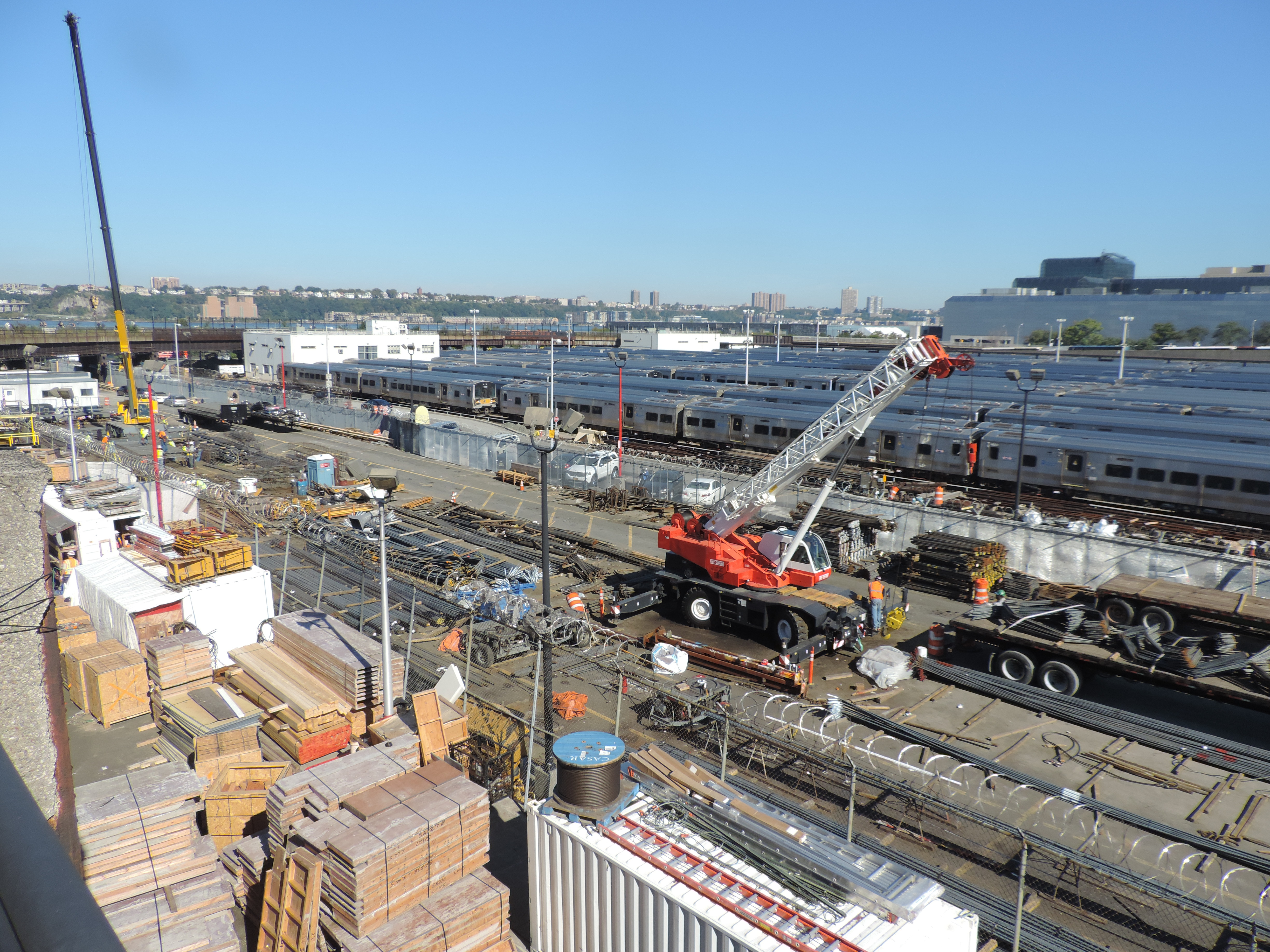
Área de preparación de la calle 30 para equipos y materiales de construcción.

Compañías relacionadas están construyendo el desarrollo de Hudson Yards sobre una gran plataforma bordeada por las avenidas 10 y 12 y por las calles 30 y 33. La construcción de la plataforma comenzó en 2014. La plataforma se iba a construir sobre el West Side Yard a nivel existente, lo que permitiría que los trenes LIRR siguieran almacenados durante las horas del mediodía. La parcela está rodeada por la calle 30 y Chelsea al sur, Twelfth Avenue al oeste, 33rd Street y Hell's Kitchen al norte, y Tenth Avenue al este. La Undécima Avenida atraviesa el sitio y divide el proyecto de remodelación en dos fases. Antes de que se construyera la Fase 2, se construyó una carcasa de hormigón subterránea para el futuro Proyecto Gateway de Amtrak bajo el río Hudson. La construcción comenzó en diciembre de 2014 y estaba a punto de completarse en julio de 2017 , aunque las disputas de financiación paralizaron la finalización del túnel.

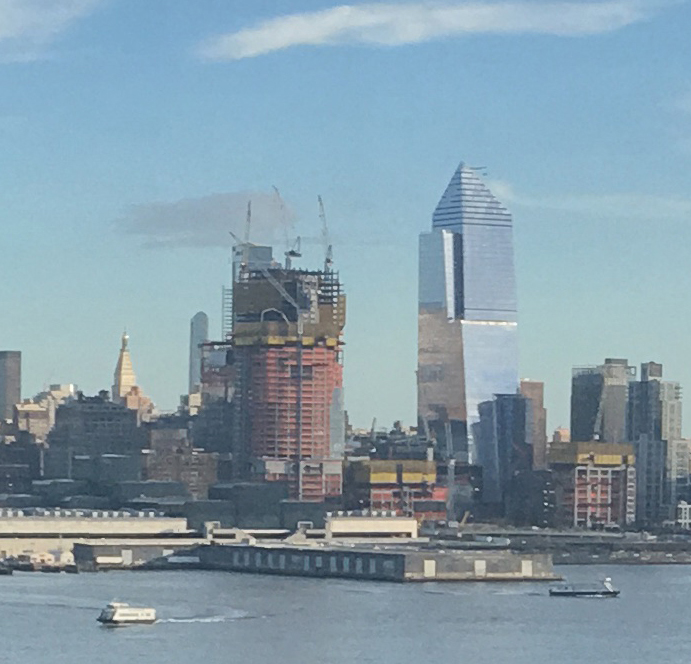
30 Hudson Yards (izquierda, en construcción) y 10 Hudson Yards (derecha, ya terminado) en febrero de 2017

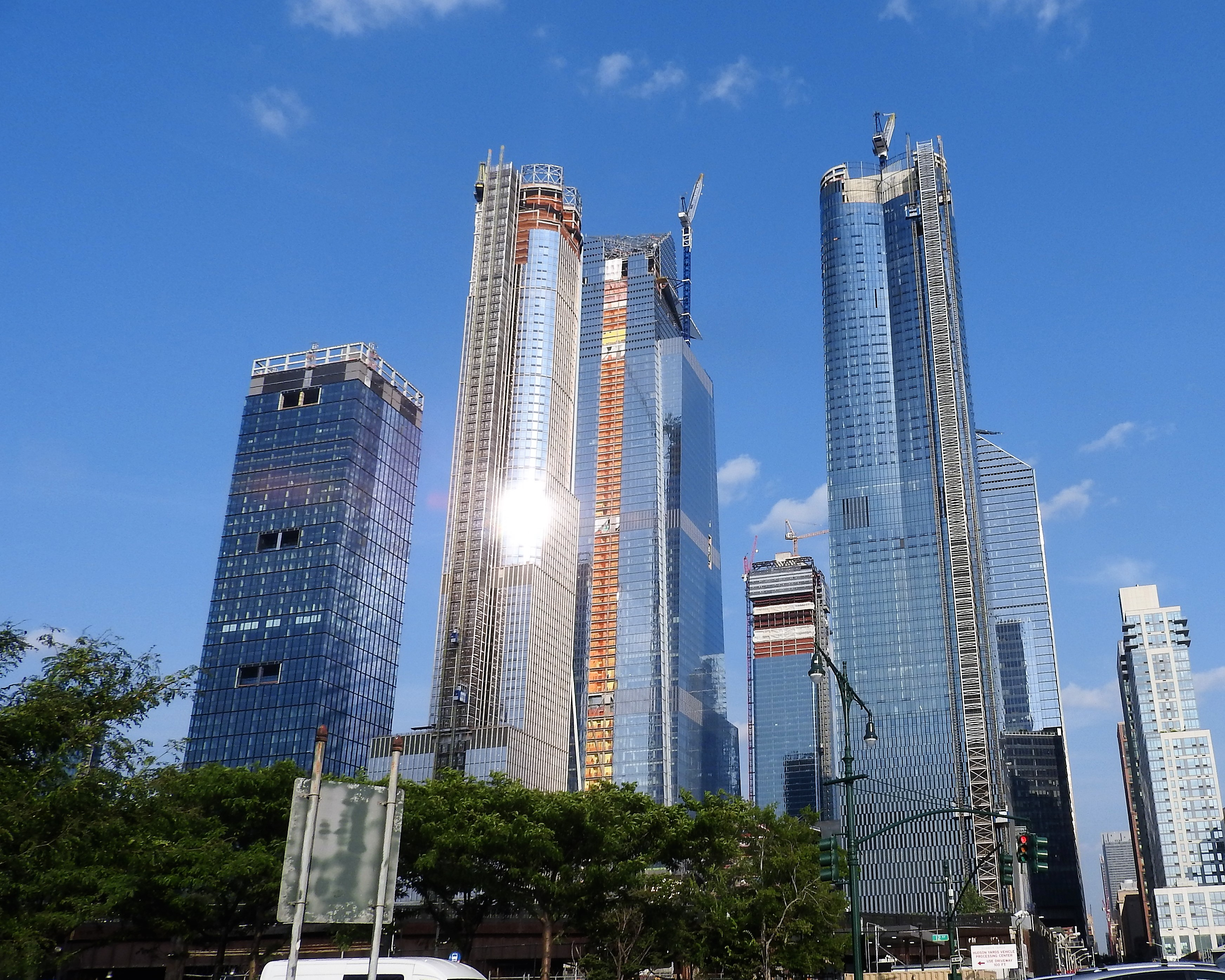
Torres en construcción en 2018

La fase 1, la fase este, contiene dos torres de oficinas en la Décima Avenida, más un podio comercial entre ellas. La torre sur es la torre de 52 pisos y 273 m, 10 Hudson Yards, que se inauguró en 2016. La otra torre en la Décima Avenida es el 30 Hudson Yards de 80 pisos y 407 metros, que es el tercer edificio más alto de la ciudad; Se espera que esté terminado a principios de 2019. Bordeando la Undécima Avenida hay dos edificios de uso mixto, el 15 Hudson Yards y el 35 Hudson Yards. El 15 Hudson Yards, la más al sur de las dos torres, está conectada a una estructura semipermanente, un espacio de actuación y arte conocido como The Shed. El 15 Hudson Yards de uso mixto se completó en febrero de 2018. El 35 Hudson Yards, un rascacielos de uso mixto ubicado al norte de 15 Hudson Yards, se coronó en junio de 2018. La Fase 1 también incluye un centro comercial de 7 pisos llamado Shops & Restaurants of Hudson Yards. La fase 1 se abrió el 15 de marzo de 2019.
La parte occidental del patio está bordeada por las calles 30 y 33 en el norte y el sur, y las avenidas undécima y duodécima en el este y el oeste. La fase occidental del proyecto contendrá hasta siete torres residenciales, un edificio de oficinas en la calle 33 y la Undécima Avenida tentativamente conocido como "West Tower" y una escuela que atienda a estudiantes de prekínder a octavo grado. La tercera fase del High Line atravesará la Fase 2 del proyecto. El trabajo en la plataforma para cubrir la segunda mitad de las pistas está programado para comenzar en 2018. Todo el proyecto, incluida la Fase 2, podría estar completo para 2024.

## Proyectos vecinos

### 50 y 55 Hudson Yards
El 50 Hudson Yards y el 55 Hudson Yards están ubicados al norte del West Side Yard en la cuadra delimitada por la calle 33 y 34, y las avenidas Décima y Undécima. Las torres están ubicadas respectivamente en el lado este y oeste del bloque. Los trabajos en la base del 50 Hudson Yards de 300 m comenzó en mayo de 2018. La construcción del de 55 Hudson Yards de 237,7 m comenzó el 22 de enero de 2015, y culminó en agosto de 2017.

### Manhattan West

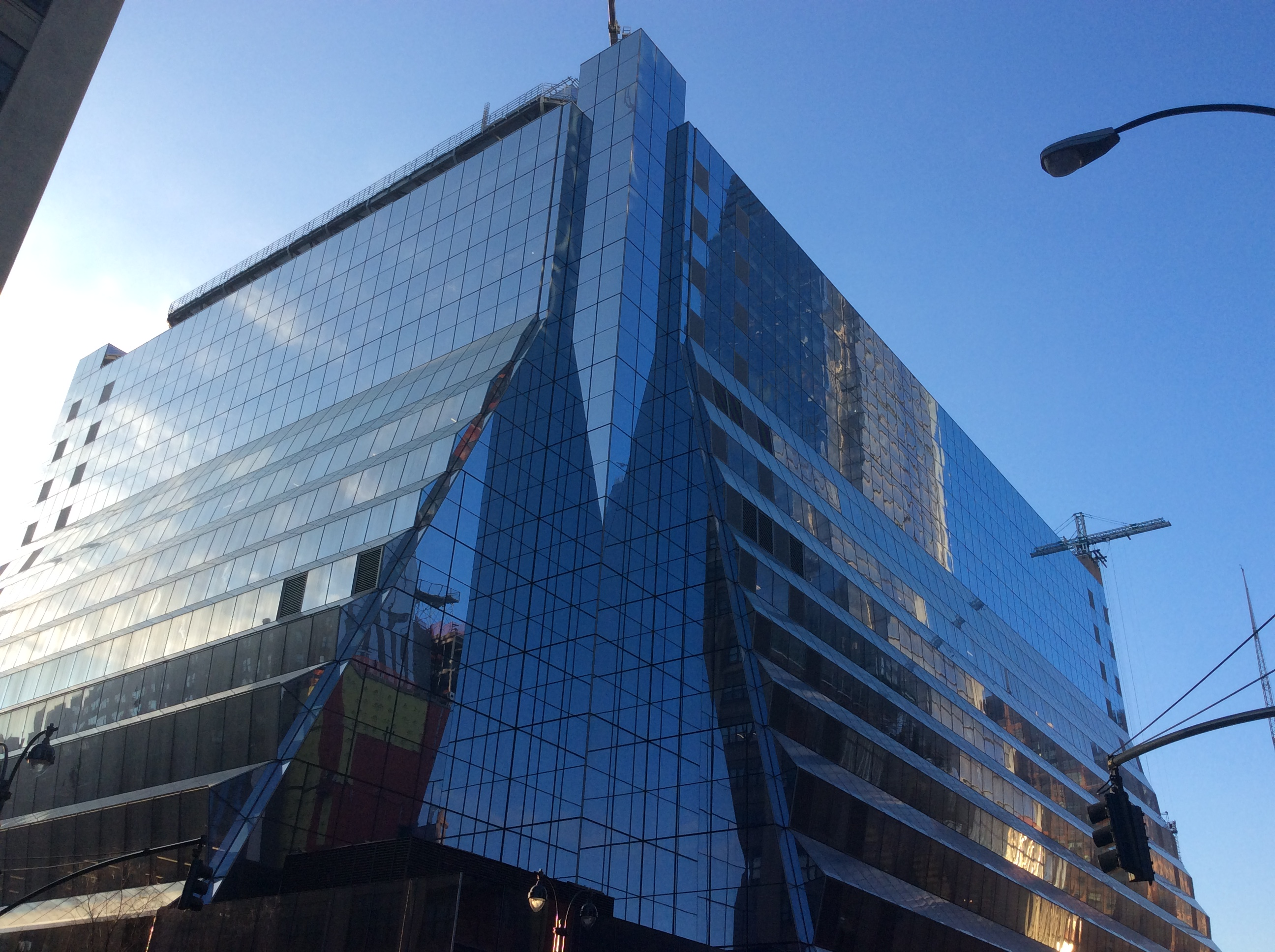
Edificio renovado 450 West 33rd Street en Manhattan West, sede de Associated Press.

Brookfield, un administrador de activos canadiense, está desarrollando el segundo proyecto más grande en Hudson Yards. Apodado "Manhattan West", comprenderá seis edificios, dos de los cuales son estructuras preexistentes que se someten a renovaciones sustanciales. El proyecto incluirá tres edificios de oficinas, dos edificios residenciales y un hotel. Los dos edificios de oficinas principales y un espacio verde público, abierto todo el año, se colocarán en una plataforma sobre pistas cubiertas que conducen desde West Side Yard hasta Penn Station. Para facilitar la construcción, Brookfield anunció que utilizaría piezas prefabricadas para construir la plataforma. A pesar de su considerable escala, se ha referido a Manhattan West como "algo eclipsada" y "eclipsada" por los Hudson Yards más grandes.  

### La espiral
A principios de 2014, la firma inmobiliaria Massey Knakal anunció un supertall conceptual con 113 000 m² y 108 pisos que se elevarían unos 550 m en el lado norte de la calle 34 entre Hudson Boulevard y la Décima Avenida para mostrar el potencial de un sitio que pretendía vender. Apodado Hudson Spire y diseñado por los arquitectos MJM + A, sería la torre más alta del hemisferio occidental si se completara. Posteriormente, el sitio fue comprado por Tishman Speyer el 30 de abril de 2014, junto con dos propiedades adyacentes para un espacio total de 265 000 m².
Los planos de The Spire fueron reemplazados más tarde por planos diseñados por Bjarke Ingels Group, apodado The Spiral. El edificio comenzó a construirse en junio de 2018 y su diseño incluye terrazas para proporcionar espacios verdes. Tishman ha asegurado a la compañía farmacéutica Pfizer como inquilino ancla.

### Desarrollos asociados
Incluso antes de la apertura de cualquiera de los edificios del patio ferroviario, muchas empresas de la zona han visto mayores ganancias debido a la construcción del proyecto. El programa de reurbanización de Hudson Yards catalizó planes para construir nuevos edificios a lo largo del futuro Hudson Boulevard. También ha habido un auge del desarrollo en las cercanías del desarrollo del patio de ferrocarriles. Entre estos se encuentran 3 Hudson Boulevard (anteriormente GiraSole), ubicado en la calle 34 y la Undécima Avenida. 3 Hudson Boulevard está en construcción, aunque carece de un inquilino ancla.
En febrero de 2015, el Grupo Chetrit, encabezado por Meyer y Joseph Chetrit, anunció que quería gastar 29 millones de dólares para expandir un sitio de desarrollo de Hudson Yards a 34,7 m². Agregaría aproximadamente 18,6 m² de espacio a un sitio entre 11th Avenue, 37th y 38th Streets, y Hudson Boulevard que anteriormente permitía 16,1 m² de espacio comercial. Un comprador podría dividir el espacio entre dos edificios.
En junio de 2015, Tishman Speyer compró otro lote entre las calles West 36th y 37th en la 11th Avenue; el lote se dividió en zonas para 68,3 m² de propiedad residencial y hotelera. Está al lado de un lote, zonificado para una torre residencial planificada, que fue comprado en 2012 por Lalezarian Properties por 46,5 millones de dólares, El terreno de Tishman Speyer también está cerca de un lote propiedad del exgobernador de Nueva York Eliot Spitzer, quien compró el lote en 2013 y planea al menos 38,5 m² de nuevo espacio de desarrollo.
Otros dos nuevos edificios relacionados, One Hudson Yards y Abington House, son adyacentes a los edificios de la Fase 1, pero no están relacionados con el proyecto de Hudson Yards. Otro desarrollo relacionado también en el West Side denominado "Hudson Residences" está en construcción al mismo tiempo que Hudson Yards.

## Demografía
A los efectos del censo, el gobierno de la ciudad de Nueva York clasifica a Hudson Yards como parte de un área de tabulación de vecindario más grande llamada Hudson Yards-Chelsea-Flat Iron-Union Square. Según los datos del censo de Estados Unidos de 2010, la población de Hudson Yards-Chelsea-Flat Iron-Union Square era de 70 150, un cambio de 14 311 (20,4 %) de los 55 839 contados en 2000. Con una superficie de 345 ha, el barrio tenía una densidad de población de 20 400 ha./km². La composición racial del vecindario era 65,1 % (45 661) blanca, 5,7 % (4.017) afroamericana, 0,1 % (93) nativa americana, 11,8 % (8 267) asiática, 0 % (21) isleña del Pacífico, 0,4 % (261) de otras etnias, y el 2,3 % (1 587) de dos o más etnias. Hispanos o latinos de cualquier etnia eran el 14,6 % (10 243) de la población.

## Policía y delito
Hudson Yards está patrullado por el décimo precinto de la policía de Nueva York, ubicado en 230 West 20th Street. El décimo precinto ocupó el puesto 61 más seguro de las 69 áreas de patrulla por delitos per cápita en 2010.
El Distrito 10 tiene una tasa de criminalidad más baja que en la década de 1990, y los delitos en todas las categorías disminuyeron en un 74,8 % entre 1990 y 2018. El precinto informó 1 asesinato, 19 violaciones, 81 robos, 103 agresiones graves, 78 robos, 744 hurtos mayores y 26 hurtos mayores de automóviles en 2018.

## Seguridad contra incendios
El vecindario de Hudson Yards es servido por Engine Co. 34 / Ladder Co. 21 del Departamento de Bomberos de la Ciudad de Nueva York (FDNY) en 440 West 38th Street. Sin embargo, no hay estaciones de bomberos en o cerca del desarrollo inmobiliario de Hudson Yards.

## Oficinas postales y códigos postales
Hudson Yards se encuentra dentro de dos códigos postales principales. El área al sur de la calle 34 está en 10001 y el área al norte de la calle 34 está en 10018. El Servicio Postal de los Estados Unidos opera la oficina de correos de la estación RCU Annex en 340 West 42nd Street. Además, la estación James A. Farley, la oficina de correos principal de la ciudad de Nueva York, está ubicada en 421 8th Avenue.

## Lista de edificios
| Dirección                               | Nombre                                       | Uso                       | Ficha de inicio   | Fecha de finalización  | Altura arquitectónica | Altura (pisos) | Estado de la obra         | Constructora / Arquitecto                                                               |
| --------------------------------------- | -------------------------------------------- | ------------------------- | ----------------- | ---------------------- | --------------------- | -------------- | ------------------------- | --------------------------------------------------------------------------------------- |
| 650 West 42nd Street                    | River Place                                  | Residencial               |                   | 1999                   |                       | 40             | Construido                | Silverstein Properties                                                                  |
| 635 West 42nd Street                    | Atelier                                      | Residencial               |                   | 2007                   |                       | 46             | Construido                | Moinian Group                                                                           |
| 620 West 42nd Street                    | Silver Towers                                | Residencial               |                   | 2009                   | 199 m                 | 60             | Construido                | Silverstein Properties                                                                  |
| 605 West 42nd Street                    | Sky                                          | Residencial               | 2008/2013         | 2016                   | 200 m                 | 61             | Construido                | Moinian Group                                                                           |
| 520 West 41st Street                    | 520 West 41st Street                         | Residencial               | 2015              | 2020                   | 335 m                 | 106            | Postpueso                 | Silverstein Properties                                                                  |
| 350 West 42nd Street                    | The Orion                                    | Residencial               | 2004              | 2006                   | 184 m                 | 58             | Construido                | CetraRuddy / Extell Development Company                                                 |
| 450 West 42nd Street                    | MiMA (including Yotel)                       | Residencial incluye hotel | 2007              | 2011                   | 204 m                 | 63             | Construido                | Related Companies / Arquitectonica                                                      |
| 555 Tenth Avenue                        | 555Ten                                       | Residencial               |                   | 2016                   | 185 m                 | 53             | Coronado                  | Extell Development Company / SLCE Architects                                            |
| 528 West 39th St / 476 Eleventh Avenue  | 528 West 39th St / 476 Eleventh Avenue       | Uso mixto                 |                   |                        |                       |                | En desarrollo             | Rockrose                                                                                |
| 509 West 38th Street                    | 509 West 38th Street                         | Residencial               | 2014              | 2017                   | 110 m                 | 30             | Coronado                  | Imperial Companies / BKSK Architects                                                    |
| 470 Eleventh Avenue                     | Hudson Rise Hotel (Chinese Lantern Building) | Hotel                     |                   |                        |                       | 47             | En desarrollo/ Litigation | Kuafu Properties and Siras Development                                                  |
| 550 West 37th Street                    | 550 West 37th Street                         | Oficinas                  |                   |                        |                       |                | En desarrollo             | Tishman Speyer                                                                          |
| 541 West 37th Street                    | 541 West 37th Street                         |                           |                   |                        |                       |                | En desarrollo             | Chetrit Group                                                                           |
| 505 West 37th Street                    | 505 West 37th Street                         | Residencial               |                   | 2009                   |                       | 44             | Construido                | TF Cornerstone                                                                          |
| 455 West 37th Street                    | 455 West 37th Street                         | Residencial               |                   | 2008                   |                       | 32             | Construido                | TF Cornerstone                                                                          |
| 400 West 37th Street                    | Hudson Crossing Apartments                   | Residencial               |                   | 2002                   |                       | 13             | Construido                | Equity Residencial                                                                      |
| 515 West 36th Street                    | 515 West 36th Street                         | Residencial               |                   | 2018                   |                       | 38             | En construcción           | Lalezarian Properties / Ismael Levya Architects                                         |
| 517 West 35th Street                    | 517 West 35th Street                         |                           |                   |                        |                       |                | En desarrollo             | Related Companies                                                                       |
| 451 Tenth Avenue / 511 West 37th Street | 451 Tenth Avenue / 511 West 37th Street      | Uso mixto                 |                   |                        |                       |                | En desarrollo             | Eliot Spitzer                                                                           |
| 444 Tenth Avenue                        | Four Points by Sheraton                      | Hotel                     |                   | 2017                   |                       | 17             | Construido                | Maddd Equities / Aufgang Architects                                                     |
| 445 West 35th Street                    | 445 West 35th Street                         | Residencial               |                   |                        |                       | 12             | En desarrollo             | Maddd Equities / Aufgang Architects                                                     |
| 411 West 35th Street                    | 411 West 35th Street                         | Residencial               | 2013              | 2016                   |                       | 12             | Coronado                  | Maddd Equities / Aufgang Architects                                                     |
| 555 West 34th Street                    | 3 Hudson Boulevard                           | Oficinas                  | 2016              | 2019                   | 315 m                 | 66             | En construcción           | Moinian Group / FXFOWLE Architects                                                      |
| 550 West 34th Street                    | 55 Hudson Yards                              | Oficinas                  | 2015              | 2018                   | 240 m                 | 51             | En construcción           | Related Companies / Kohn Pedersen Fox and Kevin Roche John Dinkeloo and Associates      |
| 435 Tenth Avenue                        | The Spiral                                   | Oficinas                  |                   |                        | 306 m                 | 65             | En desarrollo             | Tishman Speyer / Bjarke Ingels Group                                                    |
| 461 West 34th Street                    | Hudson Yards' Marriott Courtyard Hotel       | Hotel                     |                   |                        | 95 m                  | 29             | En construcción           | David Marx                                                                              |
| 424 Tenth Avenue                        | 50 Hudson Yards                              | Oficinas                  | 2017              |                        | 300 m                 | 58             | Designed                  | Related Companies / Foster + Partners                                                   |
| 35 Hudson Yards Equinox Tower           | 35 Hudson Yards Equinox Tower                | Uso mixto                 |                   |                        | 300 m                 | 72             | En construcción           | Related Companies / Kohn Pedersen Fox and David Childs                                  |
| 30 Hudson Yards                         | 30 Hudson Yards                              | Oficinas                  | 2015              | 2019                   | 395 m                 | 92             | Coronado                  | Related Companies / Kohn Pedersen Fox                                                   |
| The Shops at Hudson Yards               | The Shops at Hudson Yards                    | Retail                    |                   | 2018                   |                       | 7              | En construcción           | Related Companies / Kohn Pedersen Fox / Elkus Manfredi Architects                       |
| 10 Hudson Yards                         | 10 Hudson Yards                              | Oficinas                  | 2012-12-04        | 2016                   | 268 m                 | 52             | Construido                | Related Companies / Kohn Pedersen Fox                                                   |
| 15 Hudson Yards                         | 15 Hudson Yards                              | Residencial               | 2014-12-04        | 2018                   | 280 m                 | 71             | En construcción           | Related Companies / Diller Scofidio + Renfro, David Rockwell, and mael Levya Architects |
| The Shed                                | The Shed                                     | Centro de artes           | 2015              | 2019                   |                       | 16             | Construido                | The Shed / Diller Scofidio + Renfro and David Rockwell                                  |
| Western Rail Yards                      | Hudson Yards Phase 2                         | Residencial               |                   | 2024                   |                       |                | En desarrollo             | Related Companies                                                                       |
| NE Manhattan West Complex               | One Manhattan West                           | Oficinas                  |                   | 2020                   | 370 m                 | 66             | En construcción           | Brookfield / Skidmore, Owings and Merrill                                               |
| SE Manhattan West Complex               | Two Manhattan West                           | Oficinas                  |                   | 2020                   | 303 m                 | 60             | Planned                   | Brookfield / Skidmore, Owings and Merrill                                               |
| 435 West 31st Street                    | The Eugene                                   | Residencial               |                   | 2017                   | 214 m                 | 62             | Construido                | Brookfield / Skidmore, Owings and Merrill                                               |
| Four Manhattan West                     | Four Manhattan West                          | Hotel                     |                   |                        |                       |                | Planned                   | Brookfield                                                                              |
| 450 West 33rd Street                    | Five Manhattan West                          | Oficinas                  | 2014 (renovación) | 1969, renovado en 2016 | 370 m                 | 16             | En construcción           | Brookfield / Davis Brody Associates Renovation: REX                                     |
| 360 Tenth Avenue                        | 360 Tenth Avenue                             | Oficinas                  |                   |                        |                       |                | En desarrollo             | Frank McCourt / SHoP Architects                                                         |
| 312 Eleventh Avenue                     | Ohm                                          | Residencial               |                   | 2010                   |                       | 34             | Construido                | Douglaston Development / Stephen B. Jacobs Group                                        |
| 530 West 30th Street                    | One Hudson Yards                             | Residencial               | 2015              | 2017                   | 111 m                 | 33             | Leasing                   | Related Companies / Davis Brody Bond                                                    |
| 500 West 30th Street                    | Abington House                               | Residencial               | 2012              | 2014                   | 99 m                  | 33             | Construido                | Related Companies / Robert A.M. Stern                                                   |
| 529 West 29th Street                    | 529 West 29th Street                         | Residencial               |                   | 2013                   |                       | 15             | Construido                | Related Companies / Ismael Leyva Architects                                             |